# 臺中行啟記念館
24°08′24″N 120°40′57″E / 24.140110°N 120.682540°E

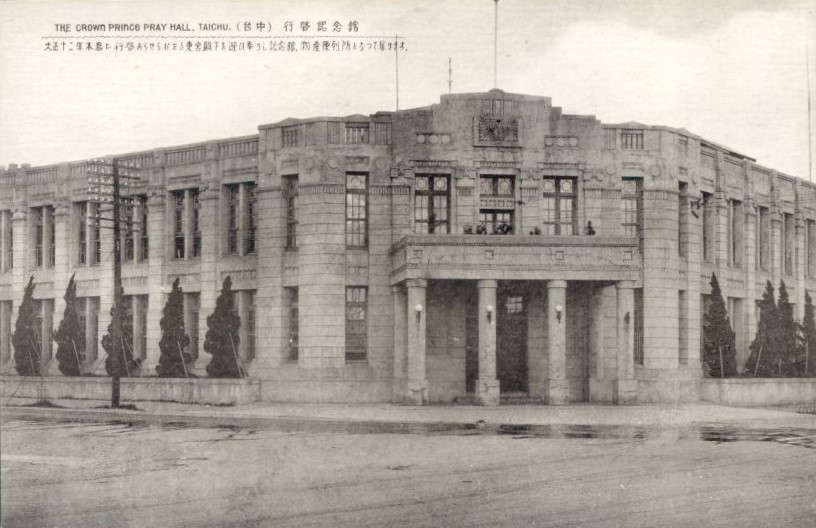
臺中行啟記念館

臺中行啟記念館是為了紀念裕仁太子於1923年4月來臺（稱之為「臺灣行啟」）而興建的建築物，在1926年3月竣工，位於台中市大正町四丁目4番地，且同時作為臺中州立教育博物館及臺中州商工獎勵館使用。此建築於1960年代拆除，之後作為遠東百貨台中店。

## 介紹
裕仁皇太子在1923年4月16日自基隆港上陸來訪台灣，陸續南下至各地視訪，並在4月19號自臺北搭乘鐵路到新竹並在下午來到臺中車站，造訪了臺中廳、台中第一尋常小學校（今大同國小）、台中分屯大隊、台中水道水源地、台中第一中學校。在皇太子的行啓之旅結束後，臺中州官方便決定興建「臺中行啟記念館」，建築基地選在大正町的陸軍用地，但之後因基地徵用問題而遲未興工，直到1925年4月才動工，建築最終於1926年落成，同年3月13日舉行落成式。其工程經費由臺中州下官民募集了30,600圓及臺中州補助金30,000圓，臺灣電力株式會社臺中出張所則為此工程捐出了1,000圓。為了慶祝其竣工，於3月28日到4月6日在此舉辦了中部臺灣共進會。
至於臺中的博物館，原本是設置在臺中車站附近的物產陳列館，在1908年的縱貫鐵道全通式之時，移到了臺中公園內的新建建物。之後，臺中州在1924年12月公布了《臺中州立教育博物館規則》，開始籌畫博物館及展品的設置，並規劃利用臺中行啟紀念館作為博物館館址。在1926年6月17日的始政紀念日，臺中州立教育博物館（二樓）和臺中州立物產陳列館（一樓）在臺中行啟記念館同時開館。臺中州立教育博物館的展示品主要為理化學及博物館學相關的機械、標本等物品，以科學普及為其特色，供民眾參觀或出借給學校教學用。1926年8月21日，台中第一中學校、台中第二中學校、台中第一高等女學校和台中第二高等女學校將其校內的標本和物理化學實驗器具交給臺中州立教育博物館保管，同時作為展示品陳列。1933年3月31日，臺中行啟記念館的屋頂上設置了「移動式天文台」，定期開放民眾使用望遠鏡觀測星象，1937年的每日平均參觀人數為434人。此博物館為免費參觀，休館日為紀元節、天長節、明治節隔天、每月第一和第三個星期一和年末至年初末（12/28至1/3），開放時間為在四月至十月的8時至16時，在十一月至三月為9時至16時。
臺中州立教育博物館曾在1934年3月3日和4日，在豐原公學校舉行靜、動態的展覽，以及用暗房展示電力實驗。原本亦計畫展示望遠鏡，但因天氣不佳而作罷。另外，配合1935年10月的始政四十周年記念臺灣博覽會，各地皆設有地方場館，臺中行啟記念館則在展期間作為「臺中山岳館」，一樓展示和販售山地相關產業和物產，包含了蠶的飼育、紅茶栽培、香菇栽培、藤製品、竹製品、漆的提煉、木炭製作等，二樓展示與觀光、登山相關的相片和立體模型，屋頂則設有動物園、果樹園、山之食堂和展望台。在1938年，為了推廣臺中州的次高太魯閣國立公園觀光，例如霧社和鄰近的櫻溫泉，臺中行啟記念館的二樓設置了「國立公園臺中協會觀光案內所」，以介紹相關的觀光活動。1938年12月18日，臺中物產陳列館改稱「臺中州商工獎勵館」。
二戰後，臺中行啟記念館成為臺中市憲兵隊的駐地。1961年，原建築被拆除改建「綜合大樓」，為台中市最早的綜合性商業大樓，後來成為遠東百貨臺中店。